# Märkische Allee
Die Märkische Allee ist mit rund 7,5 Kilometer die längste Straße im Berliner Bezirk Marzahn-Hellersdorf. Sie entstand ab 1975 als neuer Straßenzug und führt durch die Ortsteile Biesdorf und Marzahn. Mit ihrem mehrspurigen Ausbau nur für Kraftfahrzeuge ohne Tramlinie oder gesicherte Radwege trägt sie maßgeblich zur Überlastung der Verkehrsinfrastruktur sowie Lärm- und Umweltbelastungen im Bezirk Marzahn-Hellersdorf bei.

## Verlauf
Die Allee beginnt kreuzungsfrei an den auf gemeinsamer Trasse verlaufenden Bundesstraßen B 1/B 5 (Alt-Friedrichsfelde/Alt-Biesdorf) in Biesdorf und verläuft in nord- bis nordöstliche Richtung. Zu Beginn als Damm geführt, überquert sie zuerst die Gleise der Ostbahn und unterquert anschließend die Allee der Kosmonauten sowie die Landsberger Allee. Nach der Einmündung der Bitterfelder Straße in die Märkische Allee werden die Wuhletalstraße und die Neue Wuhle überquert. Kurz vor der Berliner Stadtgrenze zu Ahrensfelde endet sie in der Vereinigung mit der Ahrensfelder Chaussee, die die Fahrzeuge durch Ahrensfelde weiter zum Berliner Ring führt.
Die Straße ist fast komplett sechsspurig – in einigen Abschnitten vierspurig – ausgebaut und wird durch Mittelstreifen getrennt. Gehwege sind auf der östlichen Straßenseite durchgehend, auf der westlichen Seite nur teilweise vorhanden.
Seit den 1990er Jahren ist die Märkische Allee ein Teilstück der B 158 nach Angermünde.
Die Straße läuft im leichten Bogen östlich parallel zur Wriezener Bahn. Im mittleren Bereich besitzt diese Allee mehrere gleichnamige Parallelstrecken, die in die Wohngebiete führen.

## Geschichte und Namensgebung
Die Straße entstand ebenso wie die S-Bahn-Trasse nach Ahrensfelde im Zusammenhang mit dem Bau der Großwohnsiedlung Marzahn Ende der 1970er Jahre. Die früheren Trassen Dornburger Weg und Roderjanweg gingen in dem zuerst Heinrich-Rau-Straße genannten Verkehrsweg auf.
Die Märkische Allee ist das nördliche Teilstück der bereits in den späten 1960er Jahren geplanten Tangential-Verbindung Ost (TVO). Eine Verlängerung der Märkischen Allee nach Süden über das Biesdorfer Kreuz hinaus durch die Wuhlheide zur Spindlersfelder Straße wurde allerdings nie realisiert und nach 1990 vom Berliner Senat ad acta gelegt. Seit September 2007 gibt es erneute Versuche, eine derartige Verbindung zu planen.
Der erste Name ehrte den DDR-Politiker Heinrich Rau und wurde nach der politischen Wende auf Empfehlung des Berliner Senats in einen neutralen Namen geändert. Seit dem 31. Januar 1992 ist die Allee nach der historischen Mark Brandenburg benannt.

## Bebauung
Auf der westlichen Straßenseite gibt es im südlichen Abschnitt ein größeres Gewerbegebiet, in dem vor allem Möbel- und Technikdiscounter ihre Geschäfte angesiedelt haben. Dieser Bereich wurde im Jahr 1997 als Märkische Spitze mit einem eigenen Namen versehen. Die östliche Straßenseite ist in Biesdorf teilweise mit Ein- und Mehrfamilienhäusern bebaut, die aber nicht direkt an der Straße stehen. Ab dem Bentschener Weg an der Grenze zu Marzahn dominieren mehrgeschossige Wohnhäuser.
An der Kreuzung der Märkischen Allee mit der Marzahner Promenade befindet sich das Eastgate, eines der größten Berliner Einkaufszentren.
An der Ecke Dessauer Straße gibt es einen kommunalen Abenteuerspielplatz. Außerdem gibt es auf Höhe der Poelchaustraße eine größere Feuerwache und Polizeibehörde.

## Radverkehr
Mit Fertigstellung bis Herbst 2019, wurde der Bau eines geschützten Radwegs auf dem Abschnitt südlich der Ostbahn-Überquerung geplant.